# Брюс Габбард
Брюс Габбард (англ. Bruce Hubbard; 6 листопада 1952, Індіанаполіс, Індіана, США − 12 листопада 1991, Нью-Йорк, США) — американський оперний баритон. Номінант на театральні премії «Драма Деск» і Лоуренса Олів'є за найкращу чоловічу роль. Виступав на Бродвеї, в Метрополітен-опера, на телебаченні BBC, концертах і зробив кілька записів. Найбільш знаний завдяки ролі Джо у «Театрі на плаву», Джейка та Поргі у бродвейській постановці «Поргі та Бесс», а також інших відомих театрів. Випускник Музичної школи Джейкобів Університету Індіани.

## Ранні роки
Народився в Індіанаполісі, штат Індіана. Закінчив Арлінгтонську школу у 1971 році. У 1973 році, ще студентом музичного факультету Університету Індіани, допомагав тренувати акторів, які знімалися в мюзиклах. Він повернувся в Індіанаполіс і записав дві пісні на вінілову платівку: «Antiphon» з «П'яти містичних пісень» Ральфа Вогана Вільямса та «Without a Song» Вінсента Юманса з концертним хором Арлінгтонської школи.

## Кар'єра
З 1978 до 1980 рік, після «Поргі та Бесс», Габбард також з'являвся на Бродвеї, а згодом — у двох національних бродвейських турах «Тімбукту!» з Ертою Кітт, Мелбою Мур, Гілбертом Прайсом і Вільямом Маршаллом у головних ролях, режисером якого став лауреат премії Тоні режисер, художник по костюмах і хореограф Джеффрі Голдер. Габбарда спочатку недооцінювали, але зрештою він досяг успіху.
Він також з'явився в оригінальній компанії Алана Джея Лернера та Леонарда Бернстайна «1600 Пенсильванія авеню» в ролі преподобного Бушрода та зіграв у першій бродвейській постановці «Трімоніша» Скотта Джопліна. Габбард почав з'являтися у постановках «Театру на плаву» ще у 1976 році, включно з гастрольним варіантом з Ван Джонсоном у ролі капітана Енді. Однак саме його виступ у знаменитій бродвейській постановці Х'юстонської гранд опери у 1983 році з Дональдом О'Коннором приніс Габбарду номінацію на премію «Драма Деск» за найкращу чоловічу роль у мюзиклі. 
У 1988 році вийшов набір з 3 компакт-дисків EMI, записаний під керівництвом Джона Макглінна і вперше містив повну музичну партитуру, але не всі діалоги, з використанням оригінальних вокальних аранжувань й оркестровки 1927 року. Альбом отримав високу оцінку та став бестселером. Його обрано як один з найкращих записів століття EMI. В альбомі, який намагався бути вірним оригінальному лібрето, Габбард став першим сучасним співаком, який виконав «Ol' Man River» з оригінальним суперечливим текстом; який містив використання терміна «негри», а не більш традиційного та загальновживаного виразу «кольорові люди».
Використання оригінальної лірики викликало значні суперечки ще до початку запису. Вілларда Вайта спочатку обрали на роль Джо, і він погодився з баченням Макглінна. Але він змінив свою думку після того, як повністю чорношкірий хор, набраний у Глайндборнській постановці «Поргі та Бесс», рішуче заперечив і надіслав лист протесту до EMI. Звукозаписна компанія підтримала Макглінна, і за три дні до запису пісні Вайт і хор залишили проєкт.

Диригент звернувся до хору Амвросіана, який мав виконати уривки, щоб заспівати всю хорову музику. Для виконання партії Джо, Макглінн звернувся до Габбарда, який грав цю роль на Бродвеї та випадково опинився в Англії, з виконанням ролі Джейка у постановці «Поргі та Бесс» у Глайндборні. Габбард сказав, що йому потрібен день, щоб ухвалити рішення, й обговорив пропозицію з кількома друзями, зокрема Ертою Кітт. Більшість, але не всі, підтримували доєднатися.
Ми з Ертою поговорили й погодилися, що «Театр на плаву» — це класичний твір, і що це буде його класичний запис. Те, як колись це слово використовувалося, не вигадка, а факт. Чорношкірі сьогодні, можливо, хочуть забути минуле та будувати майбутнє, але ми ніколи не повинні втрачати почуття історії.
Габбард з'явився у «Поргі та Бесс» на Глайндборнському фестивалі 1986 року, постановці, яка отримала високу оцінку, а також у виставі Метрополітен-опера. Він виконав роль Джейка, рибалки, але помер до того, як проєкт Glyndebourne вийде на телебаченні у 1993 році. Оскільки саундтрек використовувався в телевізійній версії, номінованій на премію «Еммі», Габбарда можна почути як Джейка, у виконанні Гордона Гокінса. Габбард виконав роль контрабандиста Ле Данкера у телевізійній постановці опери Бізе «Кармен» 1987 року.
Після успіху «Театру на воді» Габбард випустив свій дебютний альбом «For You, For Me» на лейблі EMI Records, продюсований Патті Лаурсен. Його диригував Денніс Рассел Девіс і вийшов на Різдво 1990 року. Це єдиний сольний альбом Габбарда. Він містить «Old American Songs» Аарона Копленда, пісню Ірвінга Берліна «Always», а також фрагменти з «Поргі та Бесс»: «Girl Crazy», «Centennial Summer» і «1600 Pennsylvania Avenue». Марвіс Мартін з Метрополітен-опера приєдналася до Габбарда у дуеті «Bess, You Is My Woman Now».
Він знявся у фільмі Френсіса Форда Копполи «Клуб „Коттон“» 1984 року, зігравши одного з поплічників Бампі Роудса. Роль Роудса виконав Лоренс Фішберн.
У 1991 році Габбарда номіновано на премію Лоуренса Олів'є за найкращу чоловічу роль у мюзиклі за повторне виконання ролі Джо у постановці «Театрі на плаву» Лондонського Палладіуму.

## Смерть
Помер від пневмонії в лікарні університету Нью-Йорка у віці 39 років.

## Спадщина
Щоб вшанувати його пам'ять, у 1992 році родина, друзі та колеги заснували Меморіальний стипендіальний фонд Брюса Габбарда в Музичній школі Джейкобів Університету Індіани. Стипендія надається щорічно студентам, що спеціалізуються на вокалі, перевага надається студентам з-поміж меншин. Оголошуючи про стипендію на своєму вебсайті, університет зазначив, що, окрім виступів на сцені музичного театру, записах і в оперних театрах по всьому світу, Габбард тричі виступав у Білому домі; включно з появою в серіалі PBS «На виставі в Білому домі». У листі, надісланому йому після одного з концертів, президент Рональд Рейган написав: «Ваш виступ був блискучим, а багатство вашого голосу схвилювало нас усіх».

## Дискографія
- Джером Керн: Show Boat, диригент Джон Макглінн, EMI, 1988
- For You, For Me, диригент Денніс Рассел Дейвіс, EMI, 1990